# أسكني
أَسِكْنِي (بالسنسكريتية: असिक्नी، حرفيًا تعني "المُظلمة أو ليل")‏، بالرومنة: Asiknī، ويُقال لها أيضًا "بانشاجاني وفيراني" (بالإنجليزية: Asikni, Panchajani and Virani)؛ في الأساطير الهندوسية، هي زوجة البراجابتي داكشا في البانثيون البوراني. تذكرها معظم الكتب المقدسة على أنَّها أُمٌّ لستةِ آلافِ ولدٍ وستين بنتًا.

## التأثيل والكنى
الكلمة السنسكريتية "असिक्नी" تعني "ظلام" أو "ليل". ويمكن أن تُشير أيضا إلى "فتاة تعتني بمسكن امرأة". وتستخدم الكلمة في الرغويدا (حوالي 1500 قبل الميلاد) لوصف نهر تشيناب. (يشير أدب العصور الوسطى إلى أنه نهر للحج).

## السيرة

### المولد
اختلفت البورانات في موضوع نسب أسكني.
حيث تذكر النصوص: ديفي بهاغافاتا بورانا، كاليكا بورانا، جارودا بورانا، وبراهما بورانا، أنَّ أسكني ولدت من إبهام براهما الأيسر. أما في نصي لبهاغافاتا بورانا، وشيفا بورانا، فإنَّها كانت ابنة البراجابتي بانشاجانا.
على أنَّ البراهما بورانا، وبراهماندا بورانا، فايو بورانا، كاليكا بورانا، كورما بورانا، بادما بورانا، جارودا بورانا، وشيفا بورانا، ذكرت أنها ابنة براجابتي فيرانا.

### الزواج
الموضوع العام (الثيمة) مشترك بين فايو بورانا، بهاغافاتا بورانا، وبراهما بورانا. حيث تذكر هذه النصوص بأنَّ براهما أوكل إلى داكشا خلق كائنات مختلفة تملأ الكون. فراح يخلق الآلهة والحكماء والأسورات والياكسات والراكشاسات بعقله، ولكنه لم يوفق في خلق المزيد. ولفشله هذا، دفع كفَّارة فقبلت منه. فوهب فيشنو أسكني لداكشا لتكون زوجته، وحضه على الاتحاد معها جنسيًا.